# Roma-Paris-Barcelona
Roma-Paris-Barcelona è un film del 1989 diretto da Paolo Grassini e Italo Spinelli.

## Trama
Fine anni '70, Renato è un giovane romano che per uscire dagli anni della lotta armata è emigrato a Parigi dove si mantiene lavorando come libraio. Nella capitale francese viene raggiunto da Francesco e Lucilla, due suoi ex compagni, che cercano di coinvolgerlo in una misteriosa missione che devono portare a termine a Barcellona.

## Riconoscimenti
- Globo d'oro
  - 1991 – Candidatura alla Migliore Opera Prima per Paolo Grassini e Italo Spinelli
- Sacher d'Oro
  - 1991: miglior attore a Giulio Scarpati
- Nastri d'argento
  - 1992 – Candidatura al Nastro d'argento al miglior regista esordiente per Paolo Grassini e Italo Spinelli